# UFO (trò chơi điện tử)
UFO là tựa game DOS mô phỏng vật thể bay không xác định (UFO) do hãng subLOGIC đồng phát triển và phát hành vào năm 1989.

## Lối chơi
UFO cho phép người chơi hóa thân thành phi công điều khiển đĩa bay của người ngoài hành tinh kéo tới xâm chiếm Trái Đất, tại đây người chơi được giao nhiệm vụ tiêu diệt bất cứ mục tiêu nào cản trở cuộc hành trình của mình, chẳng hạn như binh lính, xe tăng, xe bọc thép, máy bay chiến đấu, trực thăng vũ trang từ quân đội các nước trên thế giới đóng vai trò là lực lượng phòng thủ Trái Đất.

## Đón nhận
Daniel Hockman của tạp chí Computer Gaming World đã nêu nhận xét về game và cho biết "trò chơi này khá độc đáo. Chẳng có gì khác giống như vậy trên thị trường trò chơi điện tử. Nếu bạn muốn một thứ gì đó khác biệt, có thể sống với các thành phố đa giác và sẵn sàng ứng phó một số chuyến bay thực sự khó khăn đòi hỏi bạn có thể muốn chơi thử UFO."

## Đánh giá
- ASM (Aktueller Software Markt) - Tháng 11, 1989
- The Games Machine - Tháng 1, 1990
- Computer Gaming World - Tháng 11, 1992